# Evangelia Psarra
Evangelia Psarra, griechisch Ευαγγελία Ψάρρα, (* 17. Juni 1974 in Thessaloniki) ist eine griechische Bogenschützin.

## Vita
Psarra ist Sportsoldatin, verheiratet und hat zwei Kinder.
1994 trat sie dem Bogenschießverein der Aristoteles-Universität Thessaloniki bei und übt seit dem diese Sportart professionell aus. Ihre beste Platzierung bei einer Weltmeisterschaft sicherte sich Psarra mit der Bronzemedaille im Jahre 2003. Zudem qualifizierte sie sich fünfmal für Olympische Spiele. Bei ihren ersten Spielen 2000 unterlag sie in der Runde der letzten 64 gegen Natalia Bolotova und belegte den 41. Rang. Vier Jahre später bei den Sommerspielen 2004 erreichte Psarra den siebten Rang im Einzelwettbewerb und den fünften mit der Mannschaft. Bei den Spielen 2008 in Peking unterlag Psarra in der Runde der letzten 32 gegen Chen Ling und belegte den 48. Rang. In London 2012 erreichte sie Rang 33.

## Sportliche Erfolge
| Wettbewerb                          | Ort     | Formation  | Platzierung |
| ----------------------------------- | ------- | ---------- | ----------- |
| World Indoor Championships 2003     | Nîmes   | Einzel     | Rang 3      |
| European Grand Prix (final) 2003    | Antalya | Einzel     | Rang 2      |
| Archery World Cup 2008, Stage 2     | Porec   | Mannschaft | Rang 5      |
| European Outdoor Championships 2008 | Vittel  | Mannschaft | Rang 4      |
| Archery World Cup 2008, Stage 4     | Boé     | Mannschaft | Rang 7      |